# تلفغير (شليل)
تلفغیر (بالفارسية: تلفگیر) هي قرية تقع في إيران في قسم شلیل الريفي.